# Teresa Andersen
Teresa Andersen (...) è una sincronetta statunitense.

## Biografia
Ai campionati mondiali di nuoto 1973, svolti a Belgrado (Jugoslavia) nel nuoto sincronizzato vinse il solo con 120,460, il duo in coppia con Gail Johnson con 118,391 punti e la medaglia d'oro a squadre.

## Riconoscimenti
- International Swimming Hall of Fame, 1986[1]